# Список столиць вірменських держав
Список міст, які в різний час були столицями вірменських держав, вказано державу і період перебування як столиці. До списку не включено деякі міста, які були в Середні віки центрами вірменських князівств, і місто Ван, на території якого знаходилась столиця Урарту — Тушпа (Урарту, ймовірно, етнічно не вірменська держава).

## Столиці історичних держав
| Роки                                              | Столиця (дата заснування міста)   | Держава                          |
| ------------------------------------------------- | --------------------------------- | -------------------------------- |
| кінець IV–III ст. до н. е.                        | Армавір (?)                       | Айраратське царство              |
| кінець III ст. до н. е.                           | Єрвандашат (III ст. до н. е.)     | Айраратське царство              |
| 176—77 рр. до н. е. і 69 р. до н. е.—168 р. н. е. | Арташат (176 р. до н. е.)         | Велика Вірменія                  |
| 77—69 рр. до н. е.                                | Тігранакерт (77 р. до н. е.)      | Велика Вірменія                  |
| 168—335 рр. н. е.                                 | Вагаршапат (близько 120 р. н. е.) | Велика Вірменія                  |
| 335—428                                           | Двін (335 р. н. е.)               | Велика Вірменія                  |
| середина IV ст.                                   | Аршакаван (середина IV ст. н. е.) | Велика Вірменія                  |
| 637—884                                           | Двин (335 р. н.е.)                | Емірат Вірменії                  |
| ?—?                                               | Багаран (II ст. до н. е.)         | Царство Багратидів               |
| 890—928                                           | Шіракаван                         | Царство Багратидів               |
| 928—961                                           | Карс (IV ст. н. е.)               | Царство Багратидів               |
| 961—1045                                          | Ані                               | Царство Багратидів               |
| 1080—1186                                         | Тарс                              | Кілікійське царство              |
| 1186—1375                                         | Сис                               | Кілікійське царство              |
| 1918—1920                                         | Єреван (782 р. до н. е.)          | Демократична республіка Вірменія |
| 1920—1991                                         | Єреван (782 р. до н. е.)          | Вірменська РСР                   |
| 1921                                              | Горіс                             | Республіка Гірська Вірменія      |

## Столиці сучасних держав
| Роки          | Столиця (дата заснування міста) | Держава                               |
| ------------- | ------------------------------- | ------------------------------------- |
| 1991—нин. час | Єреван (782 р. до н. е.)        | Республіка Вірменія                   |
| 1991—2023     | Степанакерт (1923 р.)           | Нагірно-Карабаська Республіка (Арцах) |